# 宝鶏マスターズ
宝鶏マスターズ（バオジ・マスターズ、英語: Baoji China Masters）は、2024年から中国の宝鶏市で開催されている、バドミントンの国際大会である。大会グレードはBWFワールドツアースーパー100。

## 優勝選手
| 年   | 男子シングルス | 女子シングルス | 男子ダブルス | 女子ダブルス  | 混合ダブルス  |
| ---- | -------------- | -------------- | ------------ | ------------- | ------------- |
| 2024 | 胡哲安         | 韓千禧         | 黄荻 劉陽    | 陳笑菲 馮雪穎 | 章涵宇 鮑驪婧 |